# Едді Снелдерс
Едвард Роза Лодевейк Снелдерс (нід. Eduard Roza Lodewijk Snelders; нар. 9 квітня 1959, Капеллен, Бельгія) — бельгійський футболіст, захисник.

## Клубна кар'єра
У професійному футболі дебютував у першому турі чемпіонату Бельгії 1975/76 за «Антверпен». На той час гравцеві виповнилося 17 років. З роками півзахисник, який іноді грав і в обороні, став основним гравцем антверпенського клубу.
У 1980 році перебрався в «Локерена», у складі якого відразу ж став віцечемпіоном та фіналістом кубку Бельгії (у фіналі команда поступилася «Стандарду», 0:4). Через сезон «Локерен» посів четверте місце в чемпіонаті під керівництвом Робера Васежа. Але після двох сезонів Снелдерс залишив команду. Потім 23-річний півзахисник вперше перебрався до «Льєрса», де знову протримався лише два сезони. Разом з командою в турнірній таблиці чемпіонату тримався трохи вище зони вильоту. «Льєрс» у ті роки вічував труднощі через відхід найкращого бомбардира Ервіна Ванденберга.
Попри те, що команда понизилася в класі, у 1984 році Снелдерс перейшов у «Стандард» (Льєж). У цей період Руші постраждали від справи Бельмана і мали труднощі з тим, щоб боротися за високі місця. Едді регулярно грав, зрештою допоміг клубу фінішувати третім після «Андерлехта» і «Брюгге» на другому році свого перебування в Льєжі. Влітку 1986 року обміняв «Стандард» на «Кортрейк».
У Західній Фландрії став важливим гравцем, який забезпечив солідність захисту. У цей період «Кортрейк» змінював декілька тренерів на рік, але виріс у міцну команду середнього рівня. Після трьох сезонів 30-річний півзахисник перебрався до новоствореного «Жерміналь Екерена», де на початку 1990-х став одноклубником Йоса Даердена, Філіппа Ванде Валлє, Ніко Класена, Дідьє Дідене, Сімона Тахамати та Майка Верстратена. У 1990 році «Жерміналь» дійшов до фіналу Кубку Бельгії. Але «Льєж» виграв вище вказаний матч з рахунком 2:1.
У 1994 році Едді Снелдерс повернувся в «Льєрс». Рівно десять років тому Снелдерс востаннє одягав футболку вище вказаного клубу. За короткий період часу став капітаном молодого покоління, яке стане чемпіоном у 1997 році під керівництвом Еріка Геретса. Самого Едді в цій команді вже не було, оскільки у 1996 році він повернувся в «Жерміналь Екерен», де отримував дуже мало ігрової практики. Клуб виграв Кубок Бельгії, в напруженому фіналі переміг «Андерлехт» (4:2, після додаткового часу). Снелдерс не включений до складу. Наприкінці того сезону завершив кар'єру гравця.
Загалом у Першому дивізіоні провів 594 матчі. Більше ігор на футбольному полі провели лише Віллі Велленс та його колишній одноклубник Раймонд Момменс.

## Кар'єра в збірній
Після чудового сезону 1980/81 років, у жовтні 1981 року Едді Снелдерс отримав виклик до національної збірної. «Червоні дияволи» програли (0:3) у Роттердамі в поєдинку кваліфікації чемпіонату світу 1982 року проти Нідерландів, на який Бельгія вже кваліфікувалася. Едді вийшов на поле в стартовому складі, а на 63-й хвилині його замінив Жерар Плессер.
Знову отримав виклик до національної команди у вересні 1984 року на товариський матч проти Аргентини, який відбувся на Склессені. Едді так і не вийшов на поле, а бельгійці програли вище вказаний матч (0:2).

## По завершення кар'єри
Після завершення кар'єри футболіста почав працювати помічником тренера в «червоних дияволів». Він був співкоментатором футбольних матчів для Sporza Radio та Sporting Telenet до моменту його відсторонення на початку грудня 2023 року за непристойність.

## Скандал
На початку грудня 2023 року був затриманий поліцією Брассата за підозрою в ексгібіціонізмі, який скоював у своїй компанії з нерухомості. Під час судового розгляду з'ясувалося, що Снелдерс також таємно знімав жінок у своєму будинку відпочинку в Арденнах, в результаті чого його також притягнули до кримінальної відповідальності за вуаєризм. Згодом з'ясувалося, що Снелдерс знімав у роздягальнях громадського басейну.

## Особисте життя
З 2022 по 2024 рік Снелдерс був одружений на Бе де Мейер, відомої як асистент бельгійської версії телевізійної програми «Колесо фортуни», з якою він деякий час мав стосунки.